# Sportyny (przystanek kolejowy)
Sportyny – zlikwidowany przystanek osobowy w dawnej wsi Sportyny, w gminie Miłakowo, w powiecie ostródzkim w województwie warmińsko-mazurskim, w Polsce. Położony przy linii kolejowej z Ornety do Morąga otwartej w 1898 roku. W 1945 roku linia została zamknięta i rozebrana.